# Trish Johnson
Trish Johnson, née le 17 janvier 1966 à Bristol, est une golfeuse anglaise

## Palmarès

### Solheim Cup
- Membre de l'équipe européenne en 1990, 1992, 1994, 1996, 1998, 2000, 2005
- Qualifiée pour la Solheim Cup 2007
- 22 matchs (5 victoires, 5 nuls, 12 défaites)

### Majeurs
2017 Senior LPGA Championship

### LPGA Tour
| No. | Date         | Tournoi                      | Score                 | marge de victoire | Seconde           |
| --- | ------------ | ---------------------------- | --------------------- | ----------------- | ----------------- |
| 1   | 4 Avr 1993   | Las Vegas LPGA               | −7 (71-71-67=209)     | 4 coups           | Missie McGeorge   |
| 2   | 18 Avr 1993  | Atlanta Women's Championship | −6 (72-72-68-70=282)  | 2 coups           | Sherri Steinhauer |
| 3   | 29 Sept 1996 | Fieldcrest Cannon Classic    | −18 (67-71-68-64=270) | 3 coups           | Kim Saiki         |

### Circuit européen
- 1987 (3) McEwan's Wirral Classic, Bloor Homes Eastleigh Classic, Woolmark Ladies' Matchplay
- 1990 (4) Longines Classic, Hennessy Ladies' Cup, Bloor Homes Eastleigh Classic, Expedier Ladies European Open
- 1992 (1) Skol La Manga Club Classic
- 1996 (2) Marks & Spencer European Open, Open de France Dames
- 1999 (2) Open de France Dames, Marrakech Open
- 2000 (1) The Daily Telegraph Ladies British Masters
- 2004 (1) Wales "Golf as it should be" Ladies Open
- 2007 (1) BMW Ladies Italian Open
- 2008 (1) VCI European Ladies Golf Cup (with Rebecca Hudson)
- 2010 (2) Tenerife Ladies Open, Open de France Féminin
- 2014 (1) Aberdeen Asset Management Ladies Scottish Open

### Compétitions par équipes
1. ↑  (en-GB) « Player Profiles », sur Ladies European Tour (consulté le 16 juillet 2020)